# Behsud
Behsud (paschtunisch بهسود) ist ein Distrikt in der afghanischen Provinz Nangarhar. Die Fläche beträgt 264,9 Quadratkilometer und die Einwohnerzahl 133.000 (Stand: 2022).
Der neu gegründete Distrikt umgibt die Provinzhauptstadt Dschalalabad, die nicht mehr zu ihm gehört.